# 上津镇
上津镇，是中华人民共和国湖北省十堰市郧西县下辖的一个乡镇级行政单位。

## 行政区划
上津镇下辖以下地区：
绞肠关村、孙家湾村、丁家湾村、云岭村、刘家湾村、吴家沟村、伍峪坪村、津城村、过风楼村、十八盘村、王家庄村、郭家渡村、严家湾村、铁箍岭村、磨沟村、石庙村、黄龙湾村、吴家铺村、东河村、小马家沟村和高扁村。